# Hikari Sentai Maskman
Hikari Sentai Maskman (光戦隊マスクマン, Hikari Sentai Masukuman, vertaald als Light Squadron Maskman) is de elfde Sentai serie geproduceerd door Toei. De serie werd van 28 februari 1987 tot 20 februari 1988 uitgezonden en bestond uit 51 afleveringen.

## Verhaallijn
Commandant Sugata, een wetenschapper en expert in vrijwel elke vechtsport, ontdekt het bestaan van het onderaardse keizerrijk Tube, gelokaliseerd onder Japan. Oorspronkelijk lag dit rijk onder de Grote Oceaan, maar toen Zeba de leider werd van Tube besloot hij de bovenwereld ook te veroveren.
Sugata rekruteert vijf mensen, elk met een uniek aura en gespecialiseerd in vechtsporten om als maskman Tube tegen te houden.
Een van de vijf is Takeru. Wanneer Tube begint met hun aanval sturen ze prinses Ial, onder de schuilnaam Mio, naar de bovenwereld als verkenner. Zij ontmoet Takeru en wordt verliefd op hem. Ze keert zich tegen het Tube leger die haar vervolgens ontvoert. Om haar terug te krijgen wordt Takeru de leider van de Maskman, Red Mask.

## Karakters

### Maskman
- Takeru (タケル, Takeru) / Red Mask (レッドマスク, Reddo Masuku): de leider van het team. Hij is een expert in karate en formule 1 races. Hij werd door Sugata een jaar voor Tube’s aanval gezien toen hij een vrouw en haar kind redde. Zijn motivatie komt vooral van zijn liefde voor Mio en zijn wil om haar te vinden. Hij is meester in een techniek genaamd "God Hand." Tegen het einde van de serie verslaat hij eigenhandig Baraba.
- Kenta (ケンタ, Kenta) / Black Mask (ブラックマスク, Burakku Masuku): de tweede in commando over het team. Hij is gespecialiseerd in kungfu . Hij is een sterk en onafhankelijk individu, met een zwak voor vrouwen. Hij werkte tevens als monteur voor een raceteam.
- Akira (アキラ, Akira) / Blue Mask (ブル－マスク, Burū Masuku): de jongste van het team. Hij is een kampioen in chinees boksen en zwaardvechten. Zijn vader stierf toen Akira nog jong was. Hij is altijd opgewekt en dol op appels en het idool Youko Minamino.
- Haruka (ハルカ, Haruka) / Yellow Mask (イエローマスク, Ierō Masuku): zij komt uit een familie van ninja’s. Ze werd door haar vader gedwongen om alle “meisjesachtige” dingen op te geven voor ninjatraining. Daardoor komt ze als een tomboy over. Ze is tevens zeer intelligent.
- Momoko (モモコ, Momoko) / Pink Mask (ピンクマスク, Pinku Masuku): een expert in Tai chi. Ze leert jongeren Tai chi.
- Ryoh Asuka (飛鳥リョー, Asuka Ryō) / X1 Mask (エックスワンマスク, Ekkusu Wan Masuku): Ryuu heeft ook training gehad van commandant Sugata. Zijn pak, X1 mask, was het prototype van de Maskman pakken. Toen Ryuus vrouw werd vermoord door het Tube leger stopte hij met de training. Hij helpt de andere Maskman in aflevering 39, maar daarna verliest het prototype pak zijn kracht.

### Hulp
- Commandant Sanjuurou Sugata (姿三十郎長官, Sugata Sanjūrō-chōkan): wetenschapper, vechtkunst beoefenaar en oprichter van het Maskman team. Hij ontdekte het ondergrondse rijk Tube en hun plannen.

### Ondergrondse Keizerrijk Tube
Het Ondergrondse Keizerrijk Tube (地底帝国チューブ, Chitei Teikoku Chūbu) lag oorspronkelijk onder de grote Oceaan en was een vredelievend rijk. Nadat keizer Zeba de controle over het rijk overnam verplaatste Tube zich naar onder Japan om van daar hun invasie op de bovenwereld te beginnen.
- Earth Emperor Zeba (地帝王ゼーバ, Chiteiō Zēba): de leider van Tube. Hij haat mensen, zowel die van boven de grond als de mensen van Tube. In werkelijkheid is Zeba zelf geen mens. Zijn ware vorm is een monster genaamd de Lethal Doggler, wiens ouders waren vermoord door de originele leiders van Tube. Hij verschijnt in de finale als een enorm monster dat wordt vernietigd door de Galaxy Robo.
- Earth Imperial Commander Baraba (地帝指令バラバ, Chitei Shirei Baraba) (1-48): een ervaren zwaardvechter van de Baluga trib een rivaal van Igam. Hij wordt uiteindelijk gedood door Red Mask.
- Earth Imperial Ninja Oyobu (地帝忍オヨブー, Chiteinin Oyobū): een ninja van de Byuon tribe. Hij kan vuur uit zijn handen schieten en is extreem loyaal. Hij is Baraba’s rechterhand. Hij kwam waarschijnlijk om toen hij het Keizerlijke kasteel naar de oppervlakte bracht.
- Earth ImperialPrince Igam (地帝王子イガム, Chiteiōshi Igamu): tweelingzus van Princes Ial. Als de oudste van de twee werd Igam opgevoed als een man om op een dag de troon van de Igan Koninklijke familie over te nemen. Aan het eind van de serie geeft ze de troon aan haar zus.
- Princess Ial (イアル姫, Iaru-hime) / Mio (美緒, Mio): de tweelingzus van Igam. Zij wordt verliefd op Takeru aan het begin van de serie. Na de dood van Zeba neemt zij de leiding over Tube.
- Thief Knight Kiros (盗賊騎士キロス, Tōzoku Kishi Kirosu) (27-49): Hij verschijnt voor het eerst in aflevering 27. Hij is geen lid van Tube, maar wel een bondgenoot van hen. Hij heeft ook gevoelens voor Ial, en sterft uiteindelijk wanneer hij haar verdedigd.
- Earth Imperial Ninja Fumin (地帝忍フーミン, Chiteinin Fūmin): een vrouwelijke ninja en lid van de Fu tribe. Ze dient echter voornamelijk de Igam clan. Ze werd vernietigd toen ze Prince Igman beschermde tegen vallende stenen toen het kasteel naar de oppervlakte kwam.
- Earth Curiosities Beast Anagumas (地奇地奇獣アナグマス, Chiki Chikijū Anagumasu) (1,19-50): een massief beest die dient als raadgever voor Tube. Hij wordt vernietigd door de Galaxy Robo.
- Ungler Soldiers (アングラー兵, Angurā Hei): de soldaten van Tube.
- Earth Imperial Beasts Dogglers (地帝獣ドグラー, Chiteijū Dogurā): de ondergrondse monsters die worden losgelaten om de Maskman te bevechten.

## Mecha
- Great Five (グレートファイブ, Gurēto Faibu): De primaire robot van de Maskman. Hij bestaat uit vijf losse mecha. Great Five is gewapend met het Photo Electron Riser (光電子ライザー, Kōdenshi Raizā) zwaard. Zijn aanval is de Final Aura Burst (ファイナルオーラバースト, Fainaru Ōra Bāsuto). Andere wapens zijn het Five Schild (ファイブシールド, Faibu Shīrudo), Gyro Cutter (ジャイロカッター, Jairo Kattā) en Great Gun (グレートガン, Gurēto Gan).
  - Masky Fighter (マスキーファイター, Masukī Faitā) — bestuurd door Red Mask.
  - Masky Jet (マスキージェット, Masukī Jetto) — bestuurd door Yellow Mask.
  - Masky Gyro (マスキージャイロ, Masukī Jairo) — bestuurd door Pink Mask.
  - Masky Tank (マスキータンク, Masukī Tanku) — bestuurd door Blue Mask.
  - Masky Drill (マスキードリル, Masukī Doriru) — bestuurd door Black Mask.
- Turbo Runger (ターボランジャー, Taaboranjaa): een transportmecha in de vorm van een enorme sportauto. Draagt de vijf mecha van Great Five.
- Land Galaxy (ランドギャラクシー, Rando Gyarakushī): Een enorme tractortrailer die kan veranderen in de Galaxy Robo (ギャラクシーロボ, Gyarakushī Robo). Galaxy Robo wordt bestuurd door alle vijf Maskmen. Deze robot vernietigde in de finale Zeba. Hij is gewapend met de Galaxy Drill (ギャラクシードリル, Gyarakushī Doriru), Galaxy Anchor (ギャラクシーアンカー, Gyarakushī Ankā) en Galaxy Bazooka (ギャラクシーバズーカ, Gyarakushī Bazūka).

Great Five en Land Galaxy waren twee rivaliserende ontwerpen toen een robot voor de Maskmen moest worden gemaakt. Great Five leek de beste, maar toen deze robot werd begraven onder de grond vonden de Maskmen de verstopte Land Galaxy. De Land Galaxy was in het begin onstabiel en moeilijk te gebruiken. Volgens geruchten zou de eerste piloot die het probeerde het niet hebben overleeft.

## Trivia
- Maskman was de eerste serie waarin alle vijf teamleden hun eigen Mecha hadden, en daarmee ook de eerste met een robot die uit vijf onderdelen bestond.
- In Frankrijk werd Maskman uitgezonden onder de naam Bioman 2.
- Maskman was de eerste Sentai serie met een zesde teamlid, X1 mask.
- Vanwege het feit dat hij maar in 1 aflevering meedeed wordt X1 mask niet gezien als een echt teamlid. Het eerste vaste zesde teamlid kwam pas voor in Kyouryuu Sentai Zyuranger uit 1992.

## Afleveringen
1. The Mysterious, Beautiful Runaway (美しき謎の逃亡者 Utsukishiki Nazo no Tōbōsha)
2. Strange! The Dark Underground Castle (怪奇! 闇の地底城 Kaiki! Yami no Chitei Jō)
3. The First Step into the Unknown (未知への第一歩! Michi e no Daiippo)
4. Burn! F1 Spirits! (燃やせ! F1魂! Moyase! Efu Wan Tamashii!)
5. The Small Swordsman, Blue (小さな剣士ブルー Chiisa na Kenshi Burū)
6. The God Hand of Dreams (夢のゴッドハンド Yume no Goddo Hando)
7. Explode! Kenta's Love (爆発! ケンタの愛 Bakuhatsu! Kenta no Ai)
8. Burn! The Flower's Sword (燃えろ! 花の剣! Moero! Hana no Ken!)
9. Combine! Aura of Life (合体! 命のオーラ Gattai! Inochi no Ōra)
10. Igam vs. Takeru (イガムVSタケル Igamu Tai Takeru)
11. The Refugee From Underground (地底からの亡命者 Chitei Kara no Bōmeisha)
12. A Challenge! The Pride of a Shinobi (挑戦! 忍びの誇り Chōsen! Shinobi no Hokori)
13. Chase the Idol! (アイドルを追え! Aidoru o Oe!)
14. The Great Escape to the Blue Sky! (青空への大脱出! Aozora e no Dai Dasshutsu!)
15. Farewell, Dear Flower! (さらば愛しき花よ Saraba Itoshiki Hana yo)
16. Deadly! Blazing Baraba (必殺! 炎のバラバ Hissatsu! Honō no Baraba)
17. Smash it! The Maze of Hell (破れ! 地獄の迷宮 Yabure! Jigoku no Meikyū)
18. The Dear Bloodsucking Doll! (愛しの吸血人形! Itoshi no Kyūketsu Ningyō!)
19. Apparition! Anagumas (妖魔! アナグマス Yōma! Anagumasu)
20. A Trap! The Sinking Giant Robo (罠! 沈む巨大ロボ Wana! Shizumu Kyodai Robo)
21. The Black Shadow of the Misty Valley (霧の谷の黒い影 Kiri no Tani no Kuroi Kage)
22. The Winds and Clouds of an Aura Storm! (風雲オーラの嵐! Fūun Ōra no Arashi!)
23. Mio Who Has Become a Demon (悪魔になった美緒 Akuma ni Natta Mio)
24. The Grotto of the Young Monster (鍾乳洞の少年怪獣 Shōnyūdō no Shōnen Kaijū)
25. Akira's Lover!? (アキラの恋人!? Akira no Koibito!?)
26. Lives That Disappeared on Hot Sand! (熱砂に消えた命! Nessa ni Kieta Inochi!)
27. Thief Knight Kiros! (盗賊騎士キロス! Tōzoku Kishi Kirosu!)
28. Mio is Princess Ial!? (美緒がイアル姫!? Mio ga Iaru-hime!?)
29. The New Lethal Weapon of Friendship (友情の新必殺武器 Yūjō no Shin Hissatsu Buki)
30. Mama!! Baraba's Scream! (ママ!! バラバの絶叫! Mama!! Baraba no Zekkyō!)
31. It Appears! The Guardian Deity Igam Dragon (出現! 守護神イガム竜 Shutsugen! Shugoshin Igamu Ryū)
32. Oyobu's Lethal Dash (オヨブー必殺走り Oyobū Hissatsu Hashiri)
33. Takeru!! Behead Their Love! (タケルよ! 愛を斬れ! Takeru yo! Ai o Kire!)
34. Blues of Love and Murderous Intent (愛と殺意のブルース Ai to Satsui no Burū)
35. The Mystery of Zeba! The Forbidden Tomb (ゼーバの謎! 禁断の墓 Zēba no Nazo! Kindan no Haka)
36. Elimination! The Destructive Twin Girls (消滅! 双子の破壊少女 Shōmetsu! Futago no Hakai Shōjo)
37. Soldiers Who Bet on Their Dreams (夢に賭ける戦士たち Yume ni Kakeru Senshitachi)
38. The Time to Erase Takeru (タケルが消される時間 Takeru ga Kesareru Jikan)
39. Revival! The Mysterious X1 Mask (復活! 謎のX1マスク Fukkatsu! Nazo no Ekkusu Wan Masuku)
40. Resurrect! The Melody of Love (甦れ! 愛のメロディー Yomigaere! Ai no Merodī)
41. Female Thieves Haruka & Momoko (女強盗ハルカ&モモコ Onna Gōtō Haruka to Momoko)
42. Fly! The Poem of a Timid Boy (翔べ! いじけ少年の詩 Kakebe! Ijike Shōnen no Shi)
43. Akira Loses His Eyesight! The Mysterious Spell (アキラ失明! 謎の呪文 Akira Shutsumei! Nazo no Jumon)
44. Transform! Underground Empire Swordsman Akira (変身! 地帝剣士アキラ Henshin! Chitei Kenshi Akira)
45. Prince Igam! You're a Woman! (イガム王子! 君は女! Igamu-ōji! Kimi wa Onna!)
46. Counterattack! The Secret of the Bloody Pond (逆襲! 血の池の秘密 Gyakushū! Chi no Ike no Himitsu)
47. The Night Prior to the Attack! The Dance of Death (出撃前夜! 死の踊り Shutsugeki Zen'ya! Shi no Odori)
48. Baraba! Dies in Treachery (バラバ! 裏切りに死す Baraba! Uragiri ni Shisu)
49. The Revived Princess Ial (よみがえったイアル姫 Yomigaetta Iaru-hime)
50. Zeba! His Hair-Raising Secret Identity (ゼーバ! 戦慄の正体 Zēba! Senritsu no Shōtai)
51. The Great Destruction of the Underground Empire Castle! (地帝城大崩壊! Chitei Shiro Dai Hōkai!)

### Special
- Hikari Sentai Maskman (bioscoopsamenvatting van de serie)